# N8 (Luxemburg)
De N8 (Luxemburgs: Nationalstrooss 8) is een Luxemburgse verbindingsweg die Mersch (N7 met de Belgische grens nabij Aarlen verbindt, waar het verder gaat als de Belgische N844.
De route heeft een lengte van ongeveer 20 kilometer.

## Plaatsen langs de N8
- Mersch
- Reckange
- Brouch
- Saeul

N1 ·
N2 ·
N3 ·
N4 ·
N5 ·
N6 ·
N7 ·
N8 ·
N10 ·
N11 ·
N12 ·
N13 ·
N14 ·
N15 ·
N16 ·
N17 ·
N18 ·
N19 ·
N20 ·
N21 ·
N22 ·
N23 ·
N24 ·
N25 ·
N26 ·
N27 ·
N28 ·
N31 ·
N32 ·
N33 ·
N34 ·
N35 ·
N37 ·
N38
N50 ·
N51 ·
N52 ·
N53 ·
N55 ·
N56 ·
N57